# 淡路祐介
淡路 祐介（あわじ ゆうすけ 1991年3月15日 - ）は日本のラジオパーソナリティ。
北海道江別市出身。北海道札幌開成高等学校卒業。最終学歴は筑波大学人文・文化学群比較文化学類卒業。元エフエム山陰アナウンサー（2013年-2017年）。
島根県の親善大使「遣島使（けんとうし）」に任命されている。

## エピソード
- 三十代とFM大阪のパーソナリティの中ではどちらかというと若く、若者に人気のサブカルチャーにも詳しいので若年層のリスナーから多くの支持を得ている。
- 大学生時代では放送サークルの筑波大学THK筑波放送協会に所属しており、2011年にNHK全国大学放送コンテスト ライブ部門で優勝した。この放送サークルがきっかけでラジオパーソナリティを志すようになる。
- FM探偵局で二十代の頃は好きな女性のタイプは年下の女性と公言しており、しばしばリスナーや同じくFM探偵局のパーソナリティである松島彩にいじられていた。三十代になった現在では、ラジオパーソナリティを務めているおふらじEX!にて年齢を重ねていくにつれて自分の守備範囲が広がり、女性ならどの年代の人でも好きだと公言している。
- JFN系列の番組、「OH! HAPPY MORNING」にFM山陰のリスナーが彼についてのメッセージを送ったことにより一時期山陰以外でも話題になった。
- 大学卒業後、2013年4月エフエム山陰に入社。6月にスポットニュースで初鳴き、7月から録音番組『POPSENSE』で初パーソナリティを務め、10月から平日ワイド『ガッツdaレディオ!』を稲田茂から、2014年4月から金曜ワイド『FM探偵局』を角秀一から引き継いで担当（淡路祐介ダイアリー：：4年間ありがとうございました(^8^)）。
- 2017年3月で4年間勤務したエフエム山陰（V-air）を退社し、フリーパーソナリティとなる。3月31日の『FM探偵局』をもって出演を終了し、週明けから上阪しフリーとしてエフエム大阪（FM OH!）で活動する。
- 2019年3月2日、なんばパークスシネマにて、FM OH!「おふらじ！EX」 自称日本一のラブライバーDJ †AWAjel† presents 『ラブライブ！サンシャイン!! The School Idol Movie Over the Rainbow』ファンと交流を深めながら推し応援上映会を行った。
- 2019年6月に行われた「少女☆歌劇 レヴュースタァライト -Re LIVE-(スタリラ)」の公式大会イベント「トップスタァ公演2019 」にて優勝した。[4]
- 2020年6月1日よりYouTubeチャンネル「アワジェル」を始めた。主に「ヘブンバーンズレッド｣などのスマホゲームの配信活動を行っており、現在ではチャンネル登録者数が5000人を超えている。[5]

## 人物
- 好きな女性のタイプは「ギャルで太ももがムチムチで二の腕に吸い付けそうな女性」。ラジオのプレゼント企画にて｢2次元女子の太もも愛する淡路祐介｣という名前入りオリジナルタオルが作られるほどの太もも愛好家である。
- 中学は卓球部、高校はテニス部、大学は旅行サークル(幽霊部員)と放送サークルに所属していた。
- 趣味は音楽鑑賞でライブもたしなんでいる。しかし、読書（特に新書）やアニメ、漫画鑑賞が主な趣味であるのでインドア派であると言える。ラブライブ！にはまっており、自身の出演番組で熱く語ったり、ラブライブ！関連の曲を流すこともしばしばある。
- 好きな音楽のジャンルは特にメロコア系、ポップパンク系のハードロックが大好きであり幅広く聞く。学生時代によく聞いていたものとして、ゼブラヘッドやNOFXを例にあげている。
- 好きな映画はアニメ映画であり、「ラブライブ！The School Idol Movie」｢劇場版 ヴァイオレット・エヴァーガーデン｣｢心が叫びたがってるんだ｣を見て号泣した。
- 家族構成は、22歳上の母親、25歳上の父親、5歳下の弟、10歳下の弟がいる。両親ともにサブカル好きでアニメが好きになった一因も両親からの影響である。
- 中性的な声であるので聞いただけでは女性だと間違える人も多い。

## 出演

### 現在
※特記なき場合、放送局は全てFM大阪。
- おふらじ!EX（2018年2月 - ）[6]
- マリーのヲたく（2022年9月 - ）

### 過去
※特記なき場合、放送局は全てFM大阪。
- OTO-BAKA（月・火曜担当、2017年4月 -2018年3月）
- OH! MY MORNING 851（2017年10月4日・5日代打出演）
- OH! MY MUSIC MIDNIGHT EDITION（2017年7月 - 2019年9月）
- RADIO BREAKERS（2017年4月 - 2021年3月）
- 幸せの黄色いラジオ（2022年4月 - 2022年8月）

#### FM山陰時代
- FM探偵局 ロード トゥ アルカディア（朝日山裕子と共演、2014年4月 -）
- ガッツdaレディオ!（月曜・火曜担当、2013年10月 - 2017年3月）
- GEORGIA Dream Catcher（月・火曜担当、2013年10月 - 2017年3月）
- 山陰中央新報ニュース
- 新春特別番組 ガッツdaオールナイトレディオ！（2017年1月1日、影山さゆりと共演）
- 新春特別番組 ガッツdaハッピー・モンキー・レディオ！（2016年1月1日、影山さゆりと共演）
- 新春特別番組 ガッツda Hits Gマン レディオ！（2015年1月1日、影山さゆりと共演）

### イベントMC
- 和楽器バンド × アニメ『範馬刃牙』野人戦争編 ニューアルバム発売＆Netflix配信記念 オンライン特番（2023年7月26日）

## 関係性の深いアーティスト
- 和楽器バンド

特に和楽器バンドとの進行は深く、よくイベントMCをしていて、メンバーからは直々に10人目のメンバーと言われている。町屋とはFGOの話題で盛り上がり、自身がパーソナリティーを務めているおふらじEX!のマンスリーレギュラーになっている。仕事上の付き合いだけでなく、プライベートでも町屋の家に泊まりに行くほどの仲である。
- ザ・マミィの林田洋平

大学時代の先輩後輩の関係であり、一緒にコミュニティFMで活躍したことがある。
- Official髭男dism

FM山陰時代、いわばインディーズ時代からの仲間であり、自身で番組内にてメンバー全員とマブと公言するほどの仲である。